# Ngounié (provincija)
Ngounié je jedna od devet provincija u Gabonu, površine 37.750 km². Sjedište provincije je grad Mouila.
Na jugozapadu, Ngounié dijeli međunarodnu granicu s regijom Niari u Republici Kongo. 
Unutar Gabona, Ngounié graniči sa sljedećim provincijama:
- Nyanga
- Ogooué-Maritime
- Moyen-Ogooué
- Ogooué-Ivindo
- Ogooué-Lolo

## Departmani
Ngounié je podijeljen na devet departmana:
- Boumi-Louetsi (Mbigou)
- Dola (Ndendé)
- Douya-Onoy (Mouila)
- Louetsi-Bibaka (Malinga)
- Louetsi-Wano (Lebamba)
- Mougalaba (Guietsou)
- Ndolou (Mandji)
- Ogoulou (Mimongo)
- Tsamba-Magotsi (Fougamou)

1°17′26″N 11°50′08″E / 1.29043°N 11.8355°E